# Vol Air Canada 621
Le vol Air Canada 621 était un vol international régulier reliant Montréal, au Canada, à Los Angeles, aux États-Unis, avec une escale prévue à Toronto. Le 5 juillet 1970, le Douglas DC-8 assurant ce vol s'est écrasé dans un champ prés de Brampton, dans l'Ontario, lors d'une remise de gaz effectué après un atterrissage raté, entraînant la mort des 109 personnes à bord. 
Il s'agit à la fois du premier accident aérien mortel et du pire crash dans l'histoire d'Air Canada ; c'est également, à l'époque, la deuxième catastrophe aérienne la plus meurtrière survenue sur le territoire canadien, après celui du vol Trans-Canada Airlines 831 survenue en novembre 1963.

## Avion
L'appareil impliqué était un Douglas DC-8-63 immatriculé CF-TIW, propulsé par quatre moteurs Pratt & Whitney JT3D et livré neuf à Air Canada seulement trois mois auparavant. Au moment de l'accident, cet avion ne cumulait que 453 heures de vol. C'était le 526ème DC-8 construit à l'usine d'assemblage de McDonnell Douglas, basée à Long Beach. La série 60 était une version allongée du DC-8, qui mesurait 36,7 pieds (11,2 m) de plus que les modèles 10 à 50 de la série DC-8, qui était fabriqués jusqu'alors.

## Déroulement des faits
Le commandant de bord, Peter Cameron Hamilton (50 ans), et le copilote, Donald Rowland (40 ans), avaient déjà effectué plusieurs vols ensemble et avaient eu une discussion continue sur le moment adéquat pour armer les aérofreins au sol. Ils ont convenu qu'ils n'aimaient pas les armer au début de l'approche finale, comme spécifié dans la liste de vérification, craignant que cela puisse conduire à un déploiement involontaire en vol. Le commandant a préféré ne pas les armer du tout, mais les déployer directement une fois au sol, tandis que le copilote a préféré les armer pendant l'arrondi, lors de l'atterrissage. Aucune de ces deux procédures n'a été approuvée, car les aérofreins auraient dû être armés lors de la vérification avant l'atterrissage. L'ingénieur de vol, Harry Gordon Hill (28 ans), a correctement demandé leurs déploiements, comme en témoigne la transcription de l'enregistreur phonique (CVR).
Exécutée juste au-dessus de la piste, la procédure d'arrondi permet d'arrêter la descente de l'avion juste avant le toucher des roues sur la piste. En cabrant l'avion, la portance augmente momentanément, réduisant alors le taux de descente, et le trains d'atterrissage principal peut alors toucher la piste en douceur. Pendant l'arrondi, les pilotes ramènent généralement les manettes des gaz jusqu'au ralenti pour réduire la poussée des moteurs. Un contacteur, qui est intégré au train principal, signale alors le toucher des roues et déploie automatiquement les aérofreins, s'ils sont armés. Cela supprime toute portance restante et contribue au ralentissement de l'avion au sol.
Les pilotes ont conclu un accord selon lequel, lorsque le commandant de bord pilotait l'avion, le copilote déploierait les aérofreins au sol, selon la préférence du commandant de bord, et lorsque le copilote pilotait, le commandant les armerait lors de l'arrondi, selon la préférence du copilote.
À une altitude de 59 pieds (18 m) de la piste, le commandant de bord a commencé à réduire la puissance en prévision de l'arrondi et a dit « OK » au copilote. Ce dernier a immédiatement déployé les aérofreins pendant l'arrondi au lieu de simplement les armer. L'avion a commencé à tomber brutalement et le commandant de bord, réalisant ce qui s'était passé, a tiré sur le manche et a appliqué la pleine poussée aux quatre moteurs. Le nez s'est alors relevé, mais le DC-8 a continué de descendre, heurtant la piste avec une force telle que le moteur no 4 et son pylône se sont arrachés de l'aile, et la queue de l'appareil a violemment heurté le sol. Réalisant ce qu'il avait fait, le copilote a commencé à s'excuser auprès du commandant de bord. Apparemment inconscient de la gravité des dégâts subis par l'avion, l'équipage réussit à redécoller pour effectuer une remise de gaz, mais la perte du quatrième moteur a également arraché un morceau de l'intrados de l'aile droite, provoquant une importante fuite de kérosène qui s'enflamma. Le copilote demanda une deuxième tentative d'atterrissage sur la même piste, mais on lui répondit qu'elle était fermée (en raison des débris déjà projetés au sol par l'impact de l'appareil) et on lui indiqua une autre piste.
Deux minutes et demie après l'impact initial, la section extérieure de l'aile droite, au-dessus du moteur no 4, a explosé, provoquant la rupture de certaines parties de l'aile. Six secondes après cette explosion, une autre s'est produite au niveau du moteur no 3, provoquant la rupture de ce moteur et de son pylône, qui ont ensuite pris feu et se sont écrasés au sol. Six secondes et demie après cette deuxième explosion, une troisième a détruit la majeure partie de l'aile droite, jusqu'à son extrémité. Le vol 621 a alors piqué du nez violemment, percutant le sol à une vitesse élevée d'environ 220 nœuds (410 km/h) et tuant sur le coup les 100 passagers et les neuf membres d'équipage à bord.
Des débris, des morceaux de corps, des vêtements et des effets personnels étaient éparpillés sur plus de 90 m au-delà du point d'impact. L'appareil a creusé un sillon de 2 à 3 m de profondeur dans le sol, dans un champ agricole situé à moins de 60 m de la maison de la famille Burgsma, où vivaient dix personnes, et la violence de l'explosion a brisé leurs fenêtres.
L'accident s'est produit près de ce qui est aujourd'hui Castlemore Road et McVean Drive à Brampton, en Ontario. Le mémorial et les témoignages de l'époque ont rapporté que l'accident s'était produit à Woodbridge. En effet, en 1970, avant l'étalement urbain et les modifications des limites municipales, le lieu de l'accident était alors plus proche de Woodbridge que de Brampton.

## Enquête
Une commission d'enquête a été créée pour enquêter sur l'accident. Elle a publié son rapport officiel le 29 janvier 1971, dans lequel l'accident a été attribué à une erreur de pilotage. Par la suite, huit recommandations ont été fournies, notamment que le levier d'activation des spoilers devrait être conçu de telle manière qu'il ne puisse pas être activé pendant que le DC-8 est en vol, que le fabricant devrait renforcer l'intégrité structurelle des ailes et des réservoirs de carburant de l'avion et que les manuels de formation et d'exploitation d'Air Canada devraient clarifier les procédures d'exploitation concernant l'armement et le déploiement des déporteurs.

## Conséquences

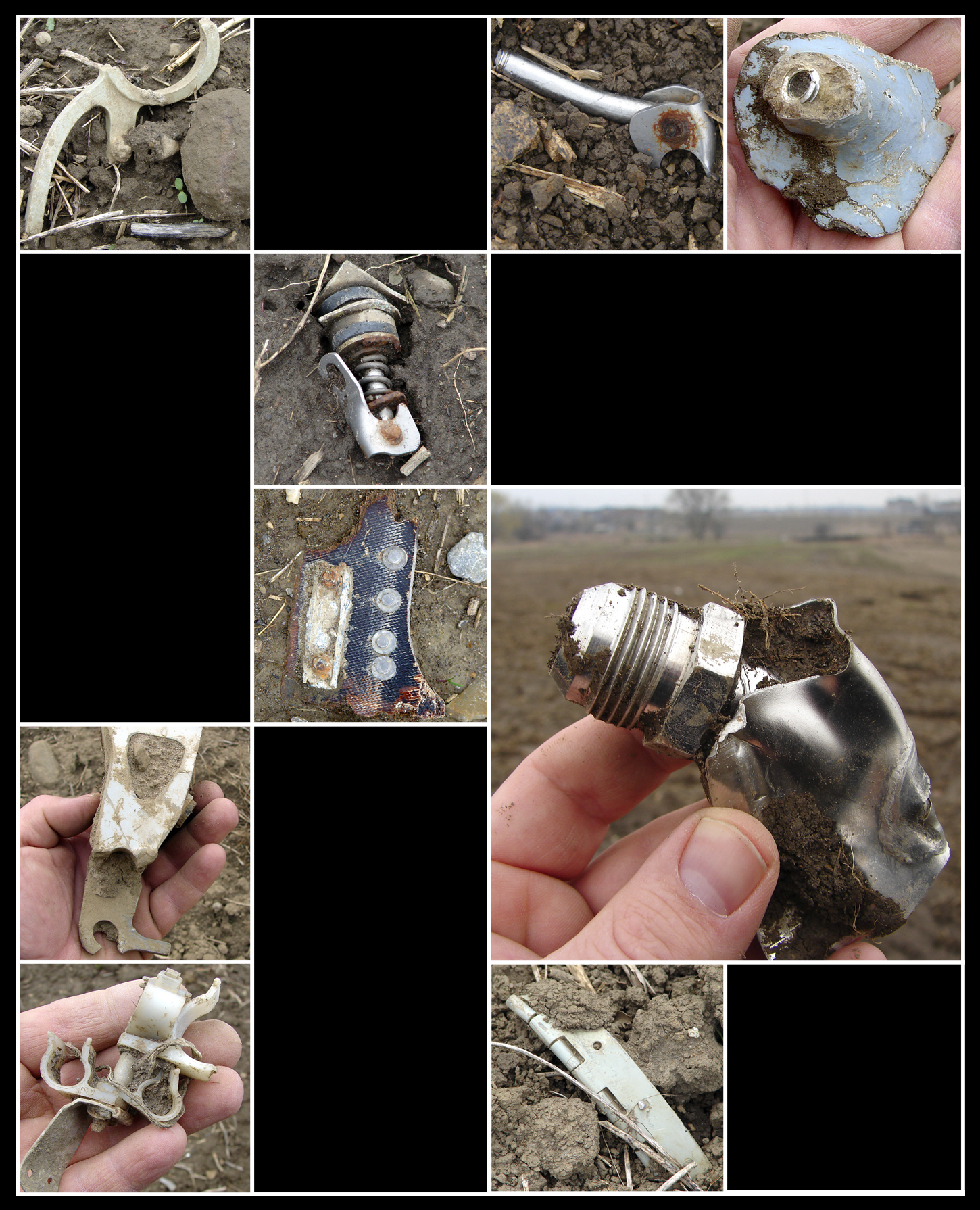
Photo montrant de nombreux débris de l'avion, récupérés sur le site du crash du vol 621.

La récupération et l'identification des corps se sont déroulées lentement après l'accident, en raison de la nécessité de creuser le cratère d'impact à une profondeur significative. Plus d'une vingtaine des 100 passagers étaient des citoyens américains, tous originaires du sud de la Californie.
Le 30 juillet 1970, 52 victimes, dont 49 ont été identifiées, ont été enterrées au cimetière Mount Pleasant, et en mai 1971, un obélisque et un monument en pierre ont été érigés (parcelle 24-1) sur le site, avec l'inscription des noms des 109 victimes. En 1979, Air Canada a ajouté un mémorial supplémentaire dans le cimetière.
En juin 2002, Paul Cardin, un habitant de Castlemore (en), inspiré par un article du Toronto Sun de novembre 2001 et revisitant la scène de l'accident du vol 621, a découvert d'éventuels débris de l'avion et éclats d'ossements humains sur le site. La police régionale de Peel (en) (PRP) a enquêté sur les résultats des recherches, et il a été déterminé par la suite que les os n'étaient pas d'origine récente, et qu'ils provenaient bel et bien de l'accident du vol 621. Les recherches sur le site de l'accident, supervisés par l'archéologue Dana Poulton et les Amis du vol 621 (un groupe de familles des victimes basé à Brampton et fondé par Cardin), ont permis de découvrir des centaines de fragments d'os humains supplémentaires.

### Jardin commémoratif
Depuis l’accident, les environs du lieu de l’accident ont connu une urbanisation résidentielle importante. En janvier 2007, les propriétaires fonciers, en collaboration avec les promoteurs immobiliers, ont déposé une demande visant à désigner une partie du site de l'accident comme cimetière et jardin commémoratif. Le 7 juillet 2013, le mémorial a été officiellement inauguré sur le site, près de Degrey Drive et Decorso Drive, dans l'actuel Brampton.
Le petit parc commémoratif, d'une superficie d'environ 3 000 m², contient 109 bornes de granit blanc poli et disposées dans une configuration aléatoire dans un lit de pavés de granit noir. Une plaque de granit noir poli, répertoriant chaque nom des victimes, est montée sur un gros rocher de granit rose. Diarmuid Horgan, le coordinateur du site, a déclaré qu'il espérait que la cérémonie d'inauguration aiderait les familles des victimes à tourner la page.